# 大理醉鱼草
大理醉鱼草（学名：Buddleja taliensis）为马钱科醉鱼草属下的一个种。

## 扩展阅读
- 維基物種上的相關：大理醉鱼草